# Moses Mendelssohn

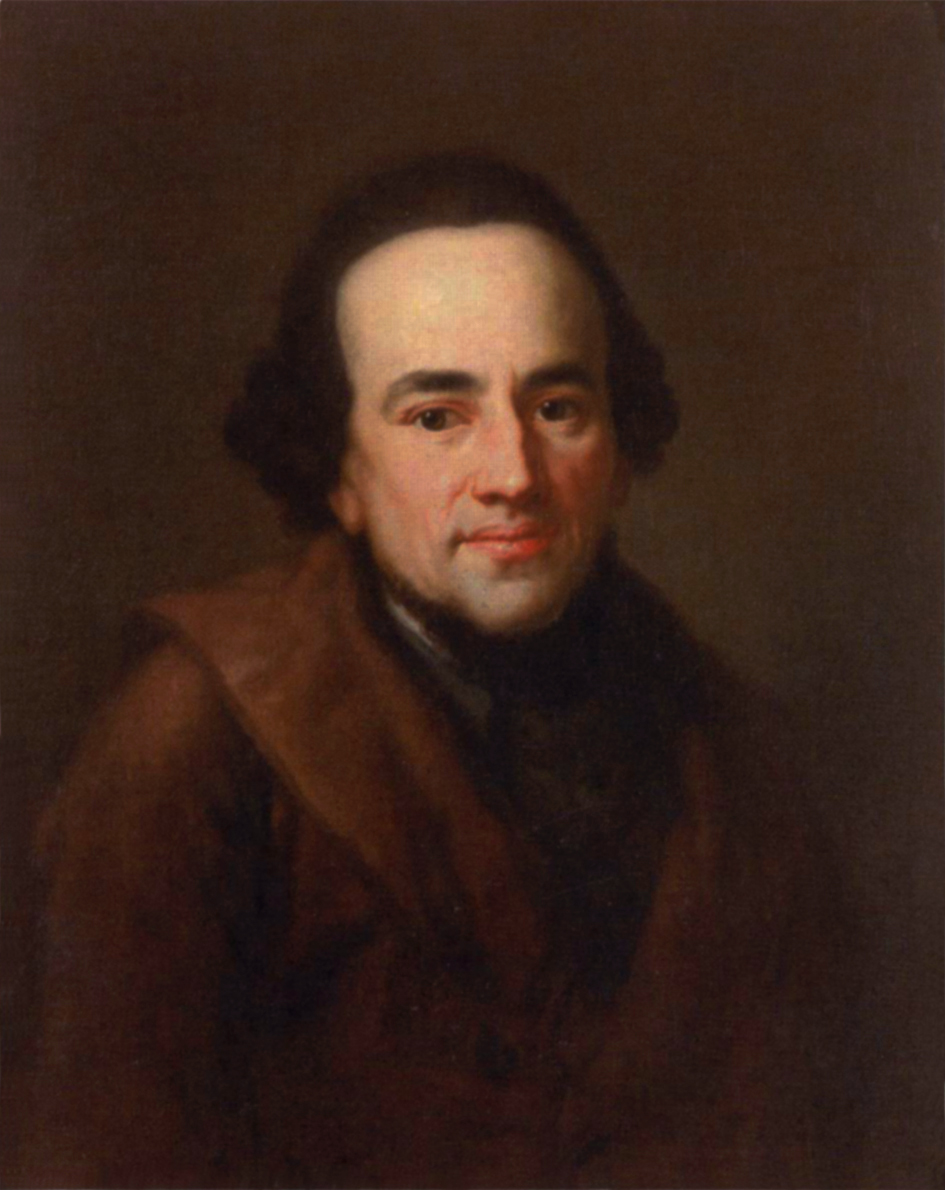
Moses Mendelssohn (Kopergravure naar een schilderij van Anton Graff

Moses Mendelssohn (Dessau, 6 september 1729 - Berlijn, 4 januari 1786) was een Duits-joods filosoof tijdens de Verlichting. Hij was voortrekker van de Joodse Verlichting, de Haskala.

## Levensloop
Mendelssohn was de zoon van een Thorageleerde in Dessau. Hij kreeg al op jonge leeftijd een vergroeiing aan zijn rug. Mendelssohn trok in 1743 naar Berlijn, toen de plaatselijke rabbijn, de auteur van een werk over Maimonides, daar een aanstelling kreeg. In Berlijn kwam hij in aanraking met de Verlichting. Na zijn studie ging hij in 1754 in een zijdefabriek werken, waar hij aangesteld was als boekhouder en bedrijfsleider. Mendelssohn ontmoette Gotthold Ephraim Lessing, die een toneelstuk had geschreven over de joden, aan het schaakbord. Ze werden goede vrienden. Mendelssohn stond model voor Nathan de Wijze, gepubliceerd in 1779.
In 1762 trouwde Mendelssohn met Fromet Gugenheim, met wie hij zes kinderen kreeg, onder wie Abraham, de vader van de componist Felix Mendelssohn Bartholdy.
Mendelssohn leefde als een orthodoxe jood en hield vast aan de wetten en geloofswaarheden van het jodendom. Hij pleitte samen met verlichtingsfilosofen voor hervormingen, zoals geloofs- en handelsvrijheid en het gebruik van de Duitse taal. De schrandere Mendelssohn won in 1761 een prijs van de Pruisische Academie van Wetenschappen. In 1770 werd hij niet toegelaten als lid. Frederik de Grote had liever dat Catharina de Grote werd aangesteld. Mendelssohn was populair bij de elite, maar werd zeer onaangenaam getroffen toen hij zich moest verdedigen tegen Johann Kaspar Lavater, die zich afvroeg waarom hij geen christen werd. Na een langdurige polemiek kreeg hij een zenuwziekte en publiceerde weinig.
Van 1780 tot 1783 vertaalde Mendelssohn de Hebreeuwse Bijbel in het Duits. Hij ijverde voor een betere positie van de joden in Europa, die weinig rechten hadden en niet overal welkom waren. Mendelssohn overleed op 56-jarige leeftijd na zijn vriend Gotthold Ephraim Lessing te hebben moeten verdedigen tegen de beschuldiging een aanhanger van Spinoza te zijn. Deze controverse, bekend geworden als de "Pantheismusstreit", geldt als de grootste Centraal-Europese intellectuele botsing van de late 18e eeuw. Toen Mendelssohn zijn manuscript 'Aan de vrienden van Lessing' - waarin hij het door Friedrich Heinrich Jacobi in omloop gebrachte gerucht van Lessings Spinozisme probeerde te ontmantelen - naar de uitgever bracht, liep hij een zware kou op. Vier dagen later overleed hij.

## Standpunten
Volgens Mendelssohn lag het jodendom dicht bij de "natuurlijke religie" en waren de uitgangspunten goed te verenigen met die van de Verlichting. Hij pleitte voor scheiding van kerk en staat en was van mening dat joden volwaardige burgers van Pruisen konden zijn. Hij pleitte voor gebruik van het Duits (tegen Frans en Latijn) en van het Hebreeuws (tegen het Jiddisch). Mendelssohn wilde als gelovige jood deel uitmaken van de Duitse cultuur en was diep teleurgesteld over het onbegrip dat dit redelijke standpunt opriep.
|                               |                               |                               |                               |                               |                               |  |  | Moses Mendelssohn filosoof    | Moses Mendelssohn filosoof    | Moses Mendelssohn filosoof    | Moses Mendelssohn filosoof    | Moses Mendelssohn filosoof    | Moses Mendelssohn filosoof    |  |  | Fromet Gugenheim                      | Fromet Gugenheim                      | Fromet Gugenheim                      | Fromet Gugenheim                      | Fromet Gugenheim                      | Fromet Gugenheim                      |  |  |                                                            |                                                            |                                                            |                                                            |                                                            |                                                            |  |  |                            |                            |                            |                            |                            |                            |  |  |                   |                   |                   |                   |                   |                   |  |  |                                    |                                    |                                    |                                    |                                    |                                    |
|                               |                               |                               |                               |                               |                               |  |  | Moses Mendelssohn filosoof    | Moses Mendelssohn filosoof    | Moses Mendelssohn filosoof    | Moses Mendelssohn filosoof    | Moses Mendelssohn filosoof    | Moses Mendelssohn filosoof    |  |  | Fromet Gugenheim                      | Fromet Gugenheim                      | Fromet Gugenheim                      | Fromet Gugenheim                      | Fromet Gugenheim                      | Fromet Gugenheim                      |  |  |                                                            |                                                            |                                                            |                                                            |                                                            |                                                            |  |  |                            |                            |                            |                            |                            |                            |  |  |                   |                   |                   |                   |                   |                   |  |  |                                    |                                    |                                    |                                    |                                    |                                    |
|                               |                               |                               |                               |                               |                               |  |  |                               |                               |                               |                               |                               |                               |  |  |                                       |                                       |                                       |                                       |                                       |                                       |  |  |                                                            |                                                            |                                                            |                                                            |                                                            |                                                            |  |  |                            |                            |                            |                            |                            |                            |  |  |                   |                   |                   |                   |                   |                   |  |  |                                    |                                    |                                    |                                    |                                    |                                    |
|                               |                               |                               |                               |                               |                               |  |  |                               |                               |                               |                               |                               |                               |  |  |                                       |                                       |                                       |                                       |                                       |                                       |  |  |                                                            |                                                            |                                                            |                                                            |                                                            |                                                            |  |  |                            |                            |                            |                            |                            |                            |  |  |                   |                   |                   |                   |                   |                   |  |  |                                    |                                    |                                    |                                    |                                    |                                    |
| Dorothea Schlegel schrijfster | Dorothea Schlegel schrijfster | Dorothea Schlegel schrijfster | Dorothea Schlegel schrijfster | Dorothea Schlegel schrijfster | Dorothea Schlegel schrijfster |  |  | Joseph Mendelssohn bankier    | Joseph Mendelssohn bankier    | Joseph Mendelssohn bankier    | Joseph Mendelssohn bankier    | Joseph Mendelssohn bankier    | Joseph Mendelssohn bankier    |  |  | Abraham Mendelssohn Bartholdy bankier | Abraham Mendelssohn Bartholdy bankier | Abraham Mendelssohn Bartholdy bankier | Abraham Mendelssohn Bartholdy bankier | Abraham Mendelssohn Bartholdy bankier | Abraham Mendelssohn Bartholdy bankier |  |  | Lea Salomon                                                | Lea Salomon                                                | Lea Salomon                                                | Lea Salomon                                                | Lea Salomon                                                | Lea Salomon                                                |  |  |                            |                            |                            |                            |                            |                            |  |  |                   |                   |                   |                   |                   |                   |  |  |                                    |                                    |                                    |                                    |                                    |                                    |
| Dorothea Schlegel schrijfster | Dorothea Schlegel schrijfster | Dorothea Schlegel schrijfster | Dorothea Schlegel schrijfster | Dorothea Schlegel schrijfster | Dorothea Schlegel schrijfster |  |  | Joseph Mendelssohn bankier    | Joseph Mendelssohn bankier    | Joseph Mendelssohn bankier    | Joseph Mendelssohn bankier    | Joseph Mendelssohn bankier    | Joseph Mendelssohn bankier    |  |  | Abraham Mendelssohn Bartholdy bankier | Abraham Mendelssohn Bartholdy bankier | Abraham Mendelssohn Bartholdy bankier | Abraham Mendelssohn Bartholdy bankier | Abraham Mendelssohn Bartholdy bankier | Abraham Mendelssohn Bartholdy bankier |  |  | Lea Salomon                                                | Lea Salomon                                                | Lea Salomon                                                | Lea Salomon                                                | Lea Salomon                                                | Lea Salomon                                                |  |  |                            |                            |                            |                            |                            |                            |  |  |                   |                   |                   |                   |                   |                   |  |  |                                    |                                    |                                    |                                    |                                    |                                    |
|                               |                               |                               |                               |                               |                               |  |  |                               |                               |                               |                               |                               |                               |  |  |                                       |                                       |                                       |                                       |                                       |                                       |  |  |                                                            |                                                            |                                                            |                                                            |                                                            |                                                            |  |  |                            |                            |                            |                            |                            |                            |  |  |                   |                   |                   |                   |                   |                   |  |  |                                    |                                    |                                    |                                    |                                    |                                    |
|                               |                               |                               |                               |                               |                               |  |  |                               |                               |                               |                               |                               |                               |  |  |                                       |                                       |                                       |                                       |                                       |                                       |  |  |                                                            |                                                            |                                                            |                                                            |                                                            |                                                            |  |  |                            |                            |                            |                            |                            |                            |  |  |                   |                   |                   |                   |                   |                   |  |  |                                    |                                    |                                    |                                    |                                    |                                    |
| Georg Mendelssohn geograaf    | Georg Mendelssohn geograaf    | Georg Mendelssohn geograaf    | Georg Mendelssohn geograaf    | Georg Mendelssohn geograaf    | Georg Mendelssohn geograaf    |  |  | Alexander Mendelssohn bankier | Alexander Mendelssohn bankier | Alexander Mendelssohn bankier | Alexander Mendelssohn bankier | Alexander Mendelssohn bankier | Alexander Mendelssohn bankier |  |  | Fanny Hensel componist                | Fanny Hensel componist                | Fanny Hensel componist                | Fanny Hensel componist                | Fanny Hensel componist                | Fanny Hensel componist                |  |  | Felix Mendelssohn Bartholdy componist                      | Felix Mendelssohn Bartholdy componist                      | Felix Mendelssohn Bartholdy componist                      | Felix Mendelssohn Bartholdy componist                      | Felix Mendelssohn Bartholdy componist                      | Felix Mendelssohn Bartholdy componist                      |  |  | Cécile Jeanrenaud          | Cécile Jeanrenaud          | Cécile Jeanrenaud          | Cécile Jeanrenaud          | Cécile Jeanrenaud          | Cécile Jeanrenaud          |  |  | Rebecka Dirichlet | Rebecka Dirichlet | Rebecka Dirichlet | Rebecka Dirichlet | Rebecka Dirichlet | Rebecka Dirichlet |  |  | Paul Mendelssohn-Bartholdy bankier | Paul Mendelssohn-Bartholdy bankier | Paul Mendelssohn-Bartholdy bankier | Paul Mendelssohn-Bartholdy bankier | Paul Mendelssohn-Bartholdy bankier | Paul Mendelssohn-Bartholdy bankier |
| Georg Mendelssohn geograaf    | Georg Mendelssohn geograaf    | Georg Mendelssohn geograaf    | Georg Mendelssohn geograaf    | Georg Mendelssohn geograaf    | Georg Mendelssohn geograaf    |  |  | Alexander Mendelssohn bankier | Alexander Mendelssohn bankier | Alexander Mendelssohn bankier | Alexander Mendelssohn bankier | Alexander Mendelssohn bankier | Alexander Mendelssohn bankier |  |  | Fanny Hensel componist                | Fanny Hensel componist                | Fanny Hensel componist                | Fanny Hensel componist                | Fanny Hensel componist                | Fanny Hensel componist                |  |  | Felix Mendelssohn Bartholdy componist                      | Felix Mendelssohn Bartholdy componist                      | Felix Mendelssohn Bartholdy componist                      | Felix Mendelssohn Bartholdy componist                      | Felix Mendelssohn Bartholdy componist                      | Felix Mendelssohn Bartholdy componist                      |  |  | Cécile Jeanrenaud          | Cécile Jeanrenaud          | Cécile Jeanrenaud          | Cécile Jeanrenaud          | Cécile Jeanrenaud          | Cécile Jeanrenaud          |  |  | Rebecka Dirichlet | Rebecka Dirichlet | Rebecka Dirichlet | Rebecka Dirichlet | Rebecka Dirichlet | Rebecka Dirichlet |  |  | Paul Mendelssohn-Bartholdy bankier | Paul Mendelssohn-Bartholdy bankier | Paul Mendelssohn-Bartholdy bankier | Paul Mendelssohn-Bartholdy bankier | Paul Mendelssohn-Bartholdy bankier | Paul Mendelssohn-Bartholdy bankier |
|                               |                               |                               |                               |                               |                               |  |  |                               |                               |                               |                               |                               |                               |  |  |                                       |                                       |                                       |                                       |                                       |                                       |  |  |                                                            |                                                            |                                                            |                                                            |                                                            |                                                            |  |  |                            |                            |                            |                            |                            |                            |  |  |                   |                   |                   |                   |                   |                   |  |  |                                    |                                    |                                    |                                    |                                    |                                    |
|                               |                               |                               |                               |                               |                               |  |  |                               |                               |                               |                               |                               |                               |  |  |                                       |                                       |                                       |                                       |                                       |                                       |  |  |                                                            |                                                            |                                                            |                                                            |                                                            |                                                            |  |  |                            |                            |                            |                            |                            |                            |  |  |                   |                   |                   |                   |                   |                   |  |  |                                    |                                    |                                    |                                    |                                    |                                    |
|                               |                               |                               |                               |                               |                               |  |  |                               |                               |                               |                               |                               |                               |  |  |                                       |                                       |                                       |                                       |                                       |                                       |  |  | Paul Mendelssohn Bartholdy sr chemicus, oprichter van Agfa | Paul Mendelssohn Bartholdy sr chemicus, oprichter van Agfa | Paul Mendelssohn Bartholdy sr chemicus, oprichter van Agfa | Paul Mendelssohn Bartholdy sr chemicus, oprichter van Agfa | Paul Mendelssohn Bartholdy sr chemicus, oprichter van Agfa | Paul Mendelssohn Bartholdy sr chemicus, oprichter van Agfa |  |  | Carl Mendelssohn Bartholdy | Carl Mendelssohn Bartholdy | Carl Mendelssohn Bartholdy | Carl Mendelssohn Bartholdy | Carl Mendelssohn Bartholdy | Carl Mendelssohn Bartholdy |  |  |                   |                   |                   |                   |                   |                   |  |  |                                    |                                    |                                    |                                    |                                    |                                    |
|                               |                               |                               |                               |                               |                               |  |  |                               |                               |                               |                               |                               |                               |  |  |                                       |                                       |                                       |                                       |                                       |                                       |  |  | Paul Mendelssohn Bartholdy sr chemicus, oprichter van Agfa | Paul Mendelssohn Bartholdy sr chemicus, oprichter van Agfa | Paul Mendelssohn Bartholdy sr chemicus, oprichter van Agfa | Paul Mendelssohn Bartholdy sr chemicus, oprichter van Agfa | Paul Mendelssohn Bartholdy sr chemicus, oprichter van Agfa | Paul Mendelssohn Bartholdy sr chemicus, oprichter van Agfa |  |  | Carl Mendelssohn Bartholdy | Carl Mendelssohn Bartholdy | Carl Mendelssohn Bartholdy | Carl Mendelssohn Bartholdy | Carl Mendelssohn Bartholdy | Carl Mendelssohn Bartholdy |  |  |                   |                   |                   |                   |                   |                   |  |  |                                    |                                    |                                    |                                    |                                    |                                    |
|                               |                               |                               |                               |                               |                               |  |  |                               |                               |                               |                               |                               |                               |  |  |                                       |                                       |                                       |                                       |                                       |                                       |  |  | Paul Mendelssohn Bartholdy jr chemicus                     |                                                            |                                                            |                                                            |                                                            |                                                            |  |  |                            |                            |                            |                            |                            |                            |  |  |                   |                   |                   |                   |                   |                   |  |  |                                    |                                    |                                    |                                    |                                    |                                    |

- Bibsys: 90268499
- Biblioteca Nacional de España: XX1079807
- Bibliothèque nationale de France: cb11915561v (data)
- Biografisch Portaal: 11629443
- Catàleg d'autoritats de noms i títols de Catalunya: 981058515392906706
- CiNii: DA01784711
- Digitale Bibliotheek voor de Nederlandse Letteren: mend015
- Gemeinsame Normdatei: 118580744
- International Standard Name Identifier: 0000 0001 2095 7051
- Library of Congress Control Number: n50036977
- Nationale Bibliotheek van Letland: 000110330
- MusicBrainz: 38527400-6b16-4620-9a31-1d720a4fa5b6
- Bibliotheek van het Japanse parlement: 001255692
- Nationale Bibliotheek van Tsjechië: jn20000603990
- Nationale bibliotheek van Australië: 35346590
- Nationale Bibliotheek van Israël: 987007265215505171
- Nationale Bibliotheek van Polen: a0000001664803
- Nationale en Universitaire bibliotheek Zagreb: 000161980
- Nederlandse Thesaurus van Auteursnamen: 06942294X
- Réseau des bibliothèques de Suisse occidentale: 02-A003583160
- Istituto Centrale per il Catalogo Unico: CFIV086807
- LIBRIS: 211858
- SNAC: w68b1zn7
- Système universitaire de documentation: 02702282X
- Trove: 920304
- Union List of Artist Names: 500322434
- Virtual International Authority File: 19681378
- WorldCat: E39PBJpymWVXbKMMmDMd6tB9Dq